# Hold On (canção de Kansas)
Hold On é uma canção da banda estadunidense de rock progressivo Kansas escrita pelo guitarrista e tecladista Kerry Livgren. Se encontra originalmente no álbum Audio-Visions, lançado pela Kirshner Records em 1980. Foi lançado como o primeiro single deste álbum pela mesma gravadora no mesmo ano.
Ao contrário do que a maioria dos fãs da banda acreditam, "Hold On" trata-se da relação espiritual entre Deus e o homem, e não de uma história de amor de um homem e uma mulher. Isso aconteceu porque Livgren havia se convertido ao cristianismo e sua nova ideologia afetou a composição musical de Kerry. Tal não agradou muito o vocalista e tecladista da banda Steve Walsh, que por esta razão deixaria o grupo mais tarde.
Este single contém o lado B da mesma canção «Don't Close Your Eyes». Dias após o lançamento, "Hold On" entrou na lista dos 100 singles mais populares da revista Billboard, alcançando a posição 40.º.

## Listas
| Ano  | País           | Lista             | Posição máxima |
| ---- | -------------- | ----------------- | -------------- |
| 1980 | Estados Unidos | Billboard Hot 100 | 40.º           |